# Acheilognathus taenianalis
Acheilognathus taenianalis е вид лъчеперка от семейство Шаранови (Cyprinidae). Видът е незастрашен от изчезване.

## Разпространение
Разпространен е в Китай (Анхуей, Гуандун, Гуанси, Джъдзян, Дзянси, Дзянсу, Фудзиен, Хубей и Хунан).

## Описание
Популацията им е намаляваща.